# آرتوراس کاسپوتیس
آرتوراس کاسپوتیس (ایتالیایی: Artūras Kasputis؛ زادهٔ ۲۲ فوریهٔ ۱۹۶۷) دوچرخه‌سوار اهل لیتوانی است.
از باشگاه‌هایی که در آن رکاب زده‌است می‌توان به آژ۲آر لا موندیال اشاره کرد.
وی در مسابقات کشوری و بین‌المللی در مجموع برندهٔ ۱ مدال طلا، ۲ مدال برنز شده‌است.